# 北京城市图书馆
北京城市图书馆（又名森林书苑）位于北京市通州区城市绿心森林公园北侧，是北京城市副中心三大建筑之一，2023年12月27日建成启用，与首都图书馆华威桥馆址和首都图书馆大兴机场分馆共同构成首图“一馆三址”格局。北京城市图书馆设古籍文献馆、非物质文化遗产馆、开架阅览区、智慧书库、报告厅等功能分区，计划提供阅读和学习的功能。

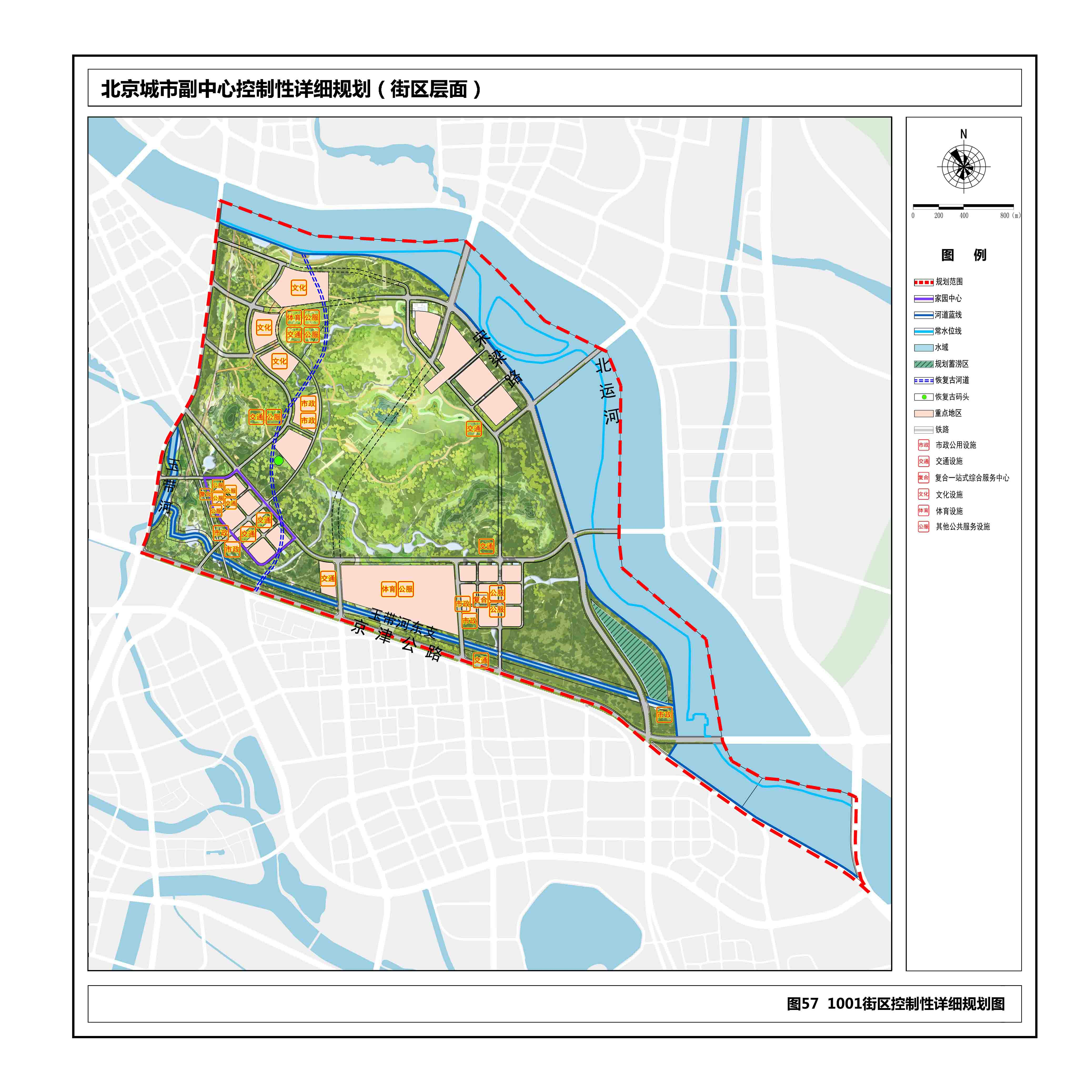
《北京城市副中心控制性详细规划（街区层面）（2016年—2035年）》 1001街区规划图则

## 结构
北京城市图书馆总建筑面积约7.5万平方米，设计理念源于中国传统文化符号“赤印”，“从高空俯瞰，方正、赤色的建筑外形恰似一枚玉玺印章，印落于城市绿心的画卷上；从内部仰视，一片片形状各异的银杏叶片在屋顶打造出一片森林伞盖，人行其下，如置身于自然环抱之中”。

## 建设
总投资14.15亿元，由北京城市副中心投资建设集团有限公司代建、中铁建工集团有限责任公司承建，合同额11.87亿元。三大建筑2019年10月底开建，2021年春节前已经冲出地面，预计2021年年底外立面亮相，2022年底完工。
2023年12月27日启用。